# Theresienstadt (film)
Vous lisez un « bon article » labellisé en 2015.
Pour les articles homonymes, voir Theresienstadt (homonymie).
Ne doit pas être confondu avec Theresienstadt 1942.
Pour plus de détails, voir Fiche technique et Distribution.
Theresienstadt. Ein Dokumentarfilm aus dem jüdischen Siedlungsgebiet (Theresienstadt. Un documentaire sur la zone de peuplement juif), également connu sous le titre apocryphe Der Führer schenkt den Juden eine Stadt (Le Führer offre une ville aux Juifs), est un film de propagande nazie en noir et blanc sonore réalisé en 1944 par Kurt Gerron sur ordre des autorités nazies et achevé en 1945 par Karel Pečený. 
Considéré comme « le comble du cynisme et l'exemple le plus pernicieux du cinéma nazi », il s'agit du second film nazi, et le plus notable, à prendre pour sujet le camp de concentration de Theresienstadt, le seul camp sur lequel les nazis aient choisi de montrer un film, après l'avoir « embelli » en vue de la visite d'une délégation internationale de la Croix-Rouge. 
Ce second film est également le seul film sonore existant sur les camps, cette situation unique conduisant l’écrivain autrichien Hans Günther Adler à attribuer à Theresienstadt le surnom de « Hollywood des camps de concentration ». Le film est réputé perdu dans sa version intégrale, seuls quelques fragments subsistent.

## Synopsis

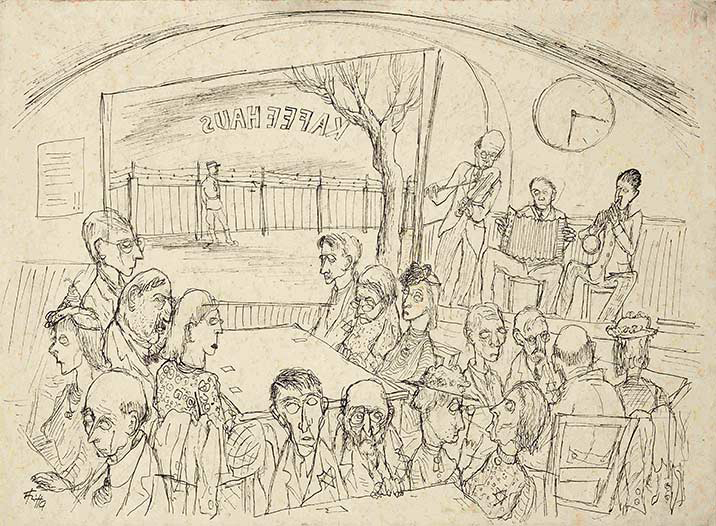
Kaffeehaus, dessin à l'encre de Bedřich Fritta, vers 1943-1944.

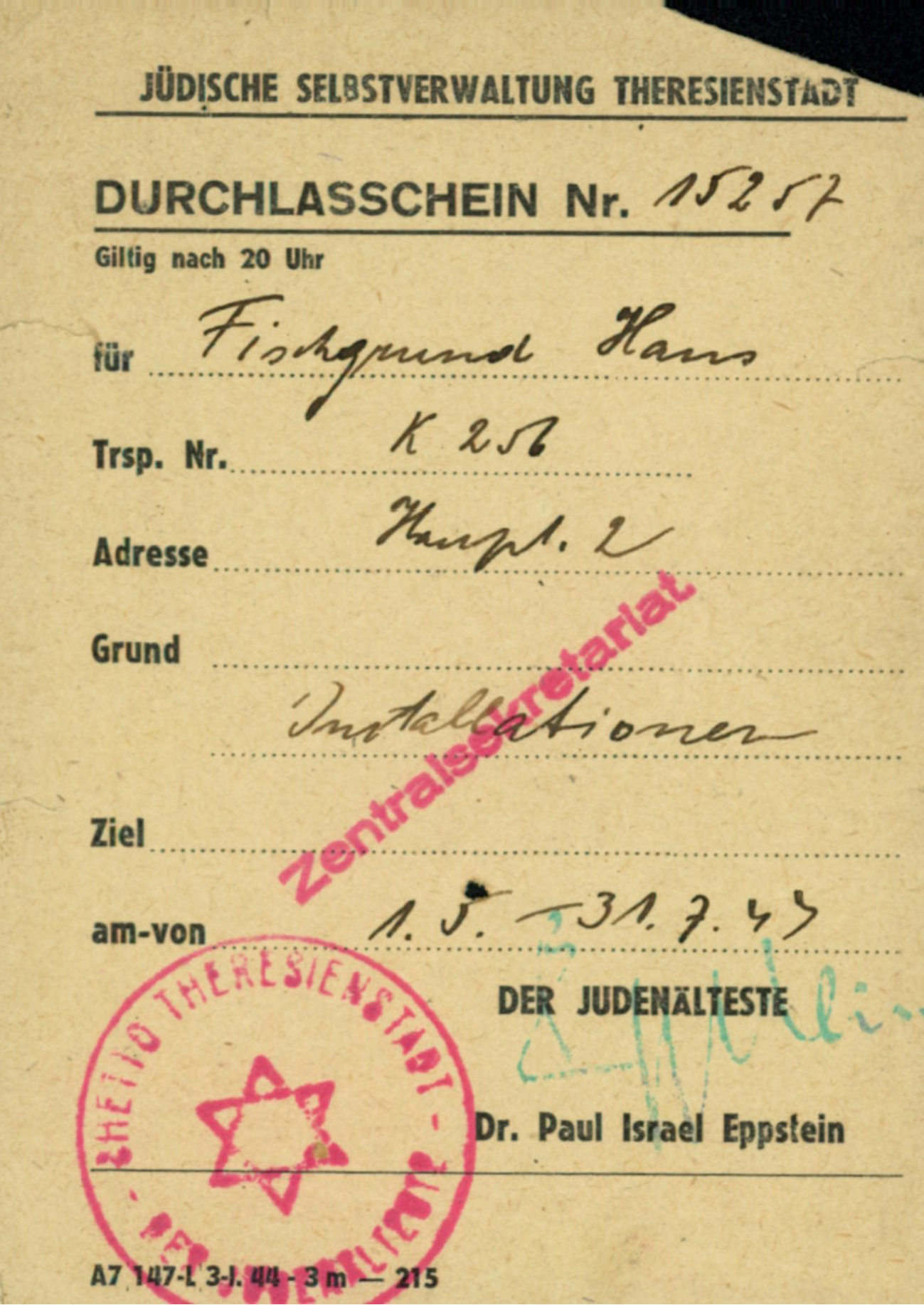
Convocation et laissez-passer d'un figurant pour le tournage.

La trame du film a été reconstituée comme suit en trente-huit séquences par l'historien Karel Margry,. La majeure partie en représente des activités récréatives et seulement douze des scènes de travail, l'ensemble produisant une impression de « fête continue » :
1. Séquence de titre. Chœur dirigé par Karel Fischer interprétant l'Elias de Mendelssohn[F 1],[F 2] ;
2. Brève histoire de Theresienstadt illustrée par des dessins de Jo Spier[F 1],[F 2] ;
3. Un orchestre de jazz joue sur la place centrale, plans du public assis sur des bancs[F 1] ;
4. Terrasse extérieure. Parasols, serveuses avec limonade, promeneurs[F 1] ;
5. Soirée musicale au Kaffeehaus[F 1] ;
6. Femmes prenant le soleil, enfants courant et joueurs d'échecs sur les remparts[F 1],[F 2] ;
7. Scènes de sport : athlètes, handballeuses[F 1],[F 2] ;
8. Extraits de représentations des Contes d'Hoffmann d'Offenbach et de la pièce en yiddish In mitt'n Weg[F 1] ;
9. Place centrale : hommes et femmes se rendant au travail en chantant[F 1] ;
10. Séance du conseil des anciens[F 1],[F 2] ;
11. Cour de justice du ghetto, scène de procès[F 1],[F 2] ;
12. Banque du ghetto : guichets, coffre-fort ;
13. Magasins du ghetto[F 1] ;
14. Poste du ghetto : des paquets sont pris, l'un est ouvert par un couple ;
15. Plans de soins médicaux : ambulance, hôpital, opération, convalescence[F 1],[F 2] ;
16. Enfants jouant et buvant de la limonade et du lait[F 1],[F 2] ;
17. Théâtre: scène de Brundibár[F 1],[F 2] ;
18. Sapeurs pompiers en action ;
19. Ouvriers réparant la voie ferrée ;
20. Scènes agricoles[F 1] ;
21. Préparation de repas à la cuisine centrale ;
22. Spectacle de variétés en plein air[F 1] ;
23. Baignade dans la rivière ;
24. Blanchisserie centrale[F 1] ;
25. Menuisiers au travail[F 1] ;
26. Forgerons au travail[F 1],[F 3],[F 4] ;
27. Soudeurs au travail[F 1],[F 3],[F 4] ;
28. Céramistes au travail[F 1],[F 3],[F 4] ;
29. Tailleurs au travail[F 1],[F 3],[F 4] ;
30. Match de football[F 1],[F 3],[F 4] ;
31. Piscine[F 1],[F 3],[F 4] ;
32. Bibliothèque[F 1],[F 3],[F 4] ;
33. Lecture publique[F 1],[F 3],[F 4] ;
34. Concert dirigé par Karel Ančerl[F 1],[F 3],[F 4] ;
35. Jardins familiaux[F 1],[F 3],[F 4] ;
36. Scènes de détente le soir[F 1],[F 3],[F 4] ;
37. Dîner familial[F 1],[F 3],[F 4],[7] ;
38. Montage final.

## Fiche technique
- Titre original : Theresienstadt. Ein Dokumentarfilm aus dem jüdischen Siedlungsgebiet
- Réalisation : Kurt Gerron, Karel Pečený
- Assistants mise en scène : František Zelenka, Jo Spier, Hans Hofer
- Production : Bureau central pour le règlement de la question juive en Bohême-Moravie (Zentralamt für die Regelung der Judenfrage in Böhmen und Mähren), Prague ; Aktualita, Prague.
- Directeur de production : Karel Pečený
- Scénario : Kurt Gerron, sur des projets de Jindrich Weil et Manfred Greiffenhagen
- Photographie : Ivan Frič, Čeněk Zahradníček
- Assistants prise de vue : Benda Rosenwein, Josef Čepelák,
- Son : Jaroslav Čechura, Josef Franěk
- Montage : Ivan Frič
- Dessins : Jo Spier
- Musique :
  - Felix Mendelssohn (Elias ; Le Songe d'une nuit d'été ; Sonate pour violon). Direction : Karel Fischer.
  - Sholom Secunda (Bei Mir Bist Du Shein). Interprétation : Ghetto Swingers.
  - Hans Krása (Brundibár).
  - Jacques Offenbach (Les Contes d'Hoffmann ; La Vie parisienne).
  - Pavel Haas (Étude pour orchestre à cordes) ; direction : Karel Ančerl.
  - Max Bruch.
  - Dol Dauber (Am Sabbat-Abend).
- Consultant musical : Peter Deutsch
- Direction politique : Hans Günther, Karl Rahm
- Pays d'origine : Allemagne nazie
- Langue originale : allemand
- Format : 35 mm
- Genre : propagande
- Durée : 90 minutes
- Date de sortie : avril 1945

## Distribution

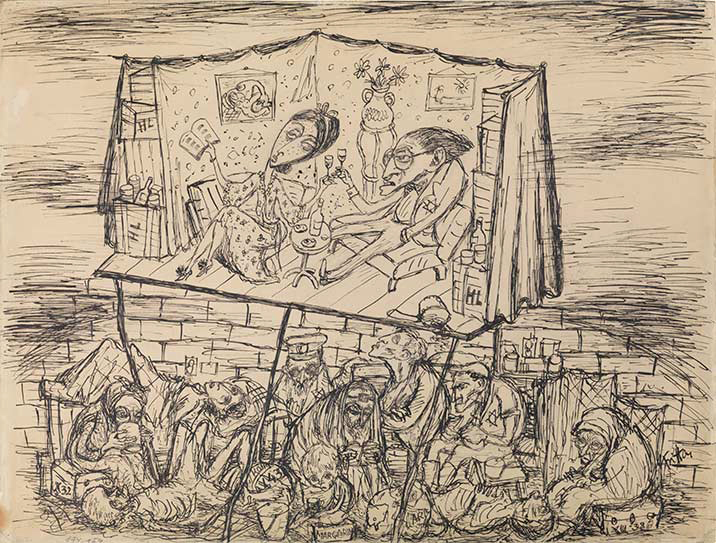
La Vie d'un privilégié (Prominent), caricature de Bedřich Fritta, vers 1943-1944).

Le film visant notamment à prouver qu'un certain nombre de personnes connues étaient toujours vivantes, les Prominenten (en français « les privilégiés ») suivants y apparaissent :
- Maximilian Adler, séquence 33 ;
- Karel Ančerl, séquence 34 ;
- Leo Baeck, séquence 33 ;
- David Cohen, séquences 32 et 37 ;
- Alexander Cohn, séquence 33 ;
- Paul Eppstein, séquences 6 et 10 ;
- Johann Friedländer, séquence 6 ;
- Max Friediger, séquence 6 ;
- Desider Friedmann, séquence 32 ;
- Georg Gradnauer, séquence 6 ;
- Pavel Haas, séquence 34 ;
- Franz Kahn, séquence 34 ;
- Heinrich Klang, séquence 33 ;
- Hans Krása, séquence 34 ;
- Karl Loewenstein, séquence 34 ;
- Leo Löwenstein, séquence 34 ;
- Carl Meinhard, séquence 34 ;
- Alfréd Meissner, séquence 6 ;
- Léon Meyer, séquence 6 ;
- Benjamin Murmelstein, séquence 33 ;
- Alfred Philippson, séquence 33 ;
- Julie Salinger, séquence 8 ;
- Rudolf Saudek, séquences 28 et 34 ;
- Emil Sommer, séquence 6 ;
- Arthur Stein, séquence 33 ;
- Hermann Strauss, séquence 33 ;
- Emil Utitz, séquence 33.

## Contexte

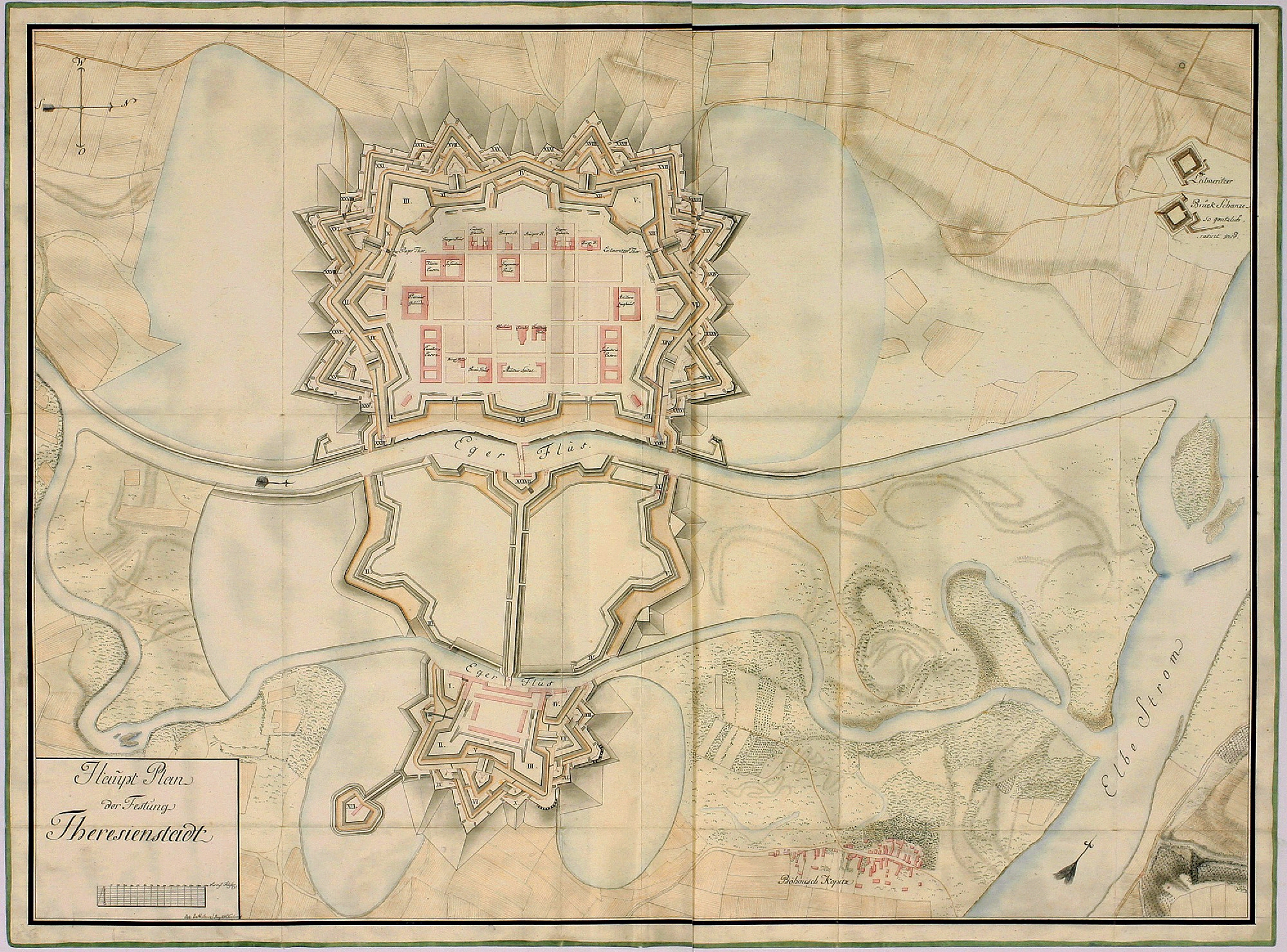
Theresienstadt est une ville fortifiée du XVIII.

### Conversion de la ville fortifiée de Theresienstadt en camp de concentration

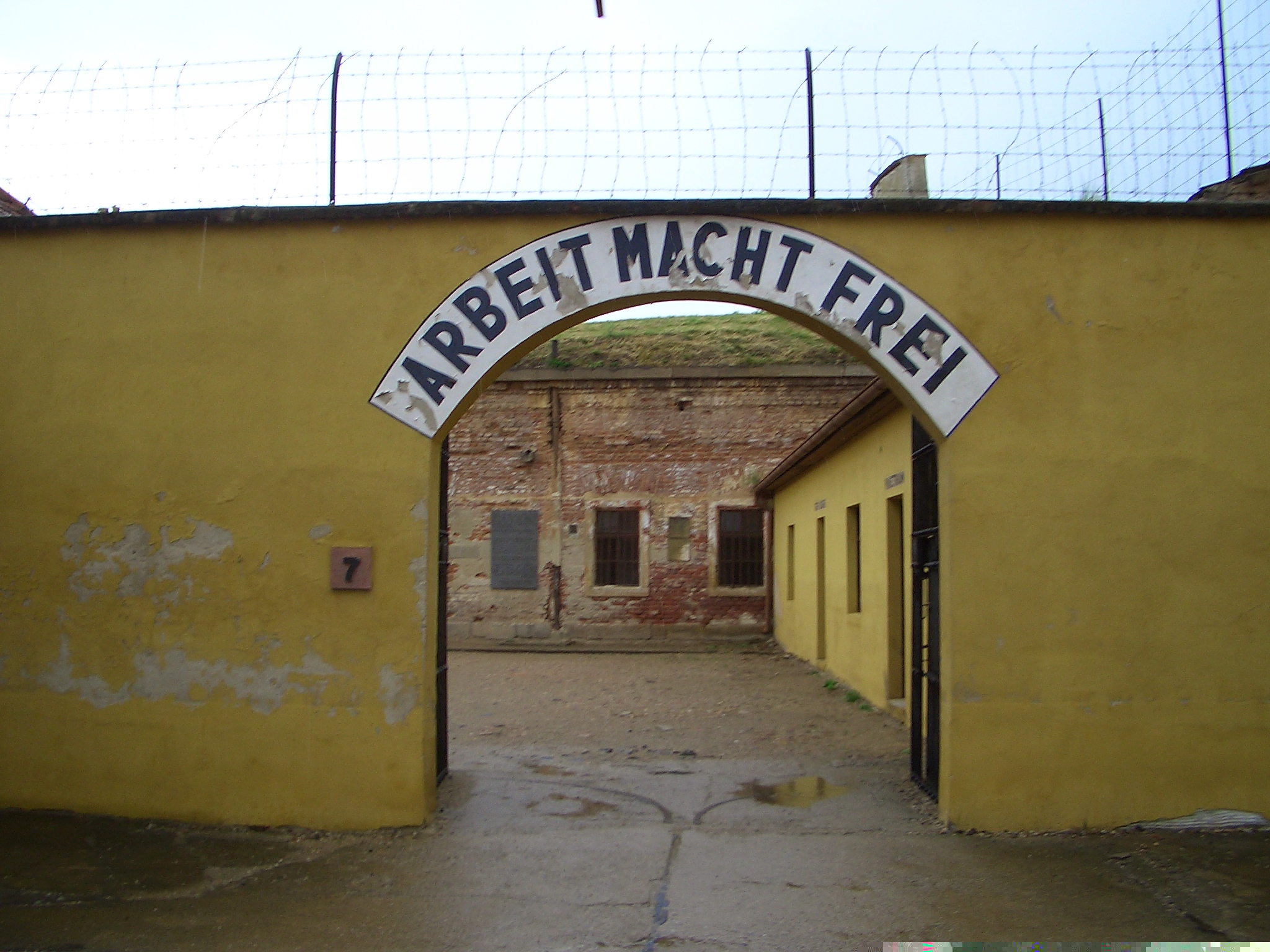
Porte principale du camp de Theresienstadt, avec la devise Arbeit macht frei.

En octobre 1941, les nazis convertissent la petite ville de garnison fortifiée de Terezín (en allemand : Theresienstadt), située dans la région des Sudètes en Tchécoslovaquie, en camp de concentration pour les Juifs du protectorat de Bohême-Moravie. En janvier 1942, ils annoncent que les Juifs allemands de plus de 65 ans, les infirmes de guerre et les vétérans décorés de la croix de fer de 1re classe ne seraient pas envoyés dans un « camp de travail » de l'Est, mais pourraient aller dans ce « ghetto modèle »,. Ce prétendu privilège — Auschwitz restant la destination finale — est graduellement étendu, au prix fort, aux Juifs considérés comme « privilégiés » (appelés en allemand Prominenten),.

### Premier film en 1942

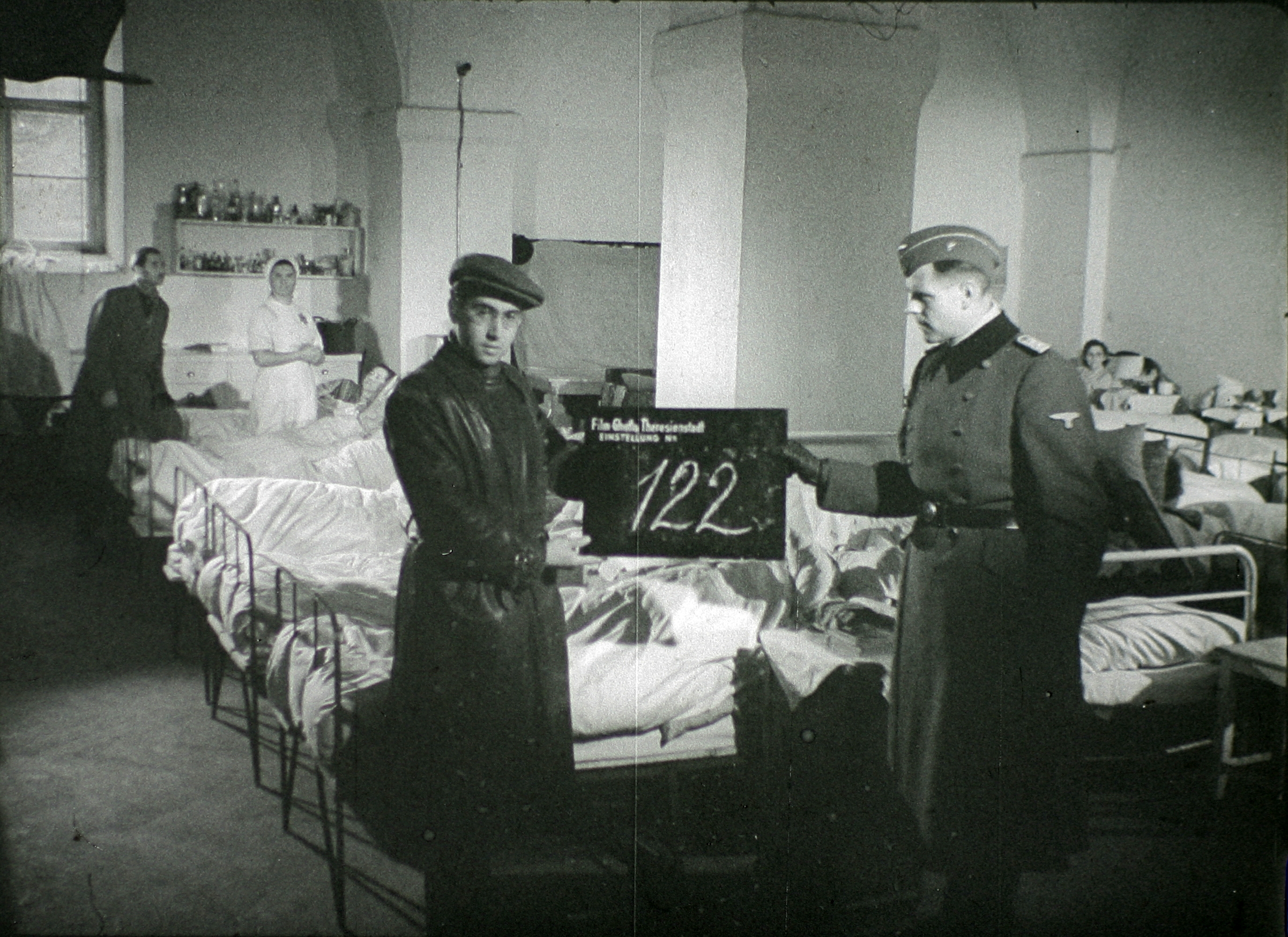
Photographie de tournage du film de 1942. Scène d'hôpital. Le clap indique le titre provisoire, « Film Ghetto Thereresienstadt ».

Fin 1942, un an après la création du camp de concentration de Theresienstadt, le tournage d'un film documentaire (Kulturfilm) y est entrepris, sur ordre de l’administration allemande. Il est connu sous ses deux titres provisoires, Theresienstadt 1942 ou Ghetto Thereresienstadt, mais aussi sous celui, plus fréquemment donné au film de 1944, de Der Führer schenkt den Juden eine Stadt, (en français : « le Führer offre une ville aux Juifs »), ce qui contribue à créer une confusion entre les deux films,. Plusieurs hypothèses ont été avancées pour expliquer le projet de ce premier film. Il pourrait s'agir :
- d'une commande d'Heinrich Himmler pour son « usage personnel »[19], sans que l'on sache à qui ce film devait être montré[n. 4],[n. 5] ;
- d'une commande d'Adolf Eichmann en vue de convaincre les Juifs d'Europe de l'Est d'accepter leur déportation[n. 6] ;
- d'un film de propagande internationale visant à démentir l'accusation de génocide des Juifs[n. 7] ;
- ou d'un film de propagande intérieure[n. 8].

Ce premier film se distingue du second par la participation au tournage de onze membres détachés du Sicherheitsdienst (en français : « service de la sécurité »), par l'absence de tentative d'embellissement de la réalité, et par la nature de l'intervention des internés juifs ayant participé au tournage. Ceux-ci essaient de « changer le message du film, dont le script avait été écrit par les nazis. Les Allemands, par exemple, cherchaient des Juifs du type « Streicher », mais le groupe de cinéastes [juifs] filma des habitants tout à fait banals. L'une des scènes était l'arrivée du transport à Bohušovice. Le groupe s'arrangea pour représenter dans la scène des personnes traînant leurs bagages et peinant dans la boue. Durant le tournage d'une scène dans le ghetto, ils firent figurer à l'arrière-plan un corbillard tiré à bras (les corbillards étaient utilisés à Theresienstadt pour transporter le pain, les morts, les invalides, etc.) ». Irena Dodalová, la réalisatrice, fit d'ailleurs sortir du camp, à titre de témoignage, des fragments du film à l'insu des Allemands. Ce premier film est aujourd'hui considéré comme perdu, sans qu'on soit certain du fait que le projet a été mené ou non à son terme. Une bobine de rushes muets de 150 mètres aurait été projetée à Prague après la guerre selon un témoignage, Lutz Becker affirmant de son côté que le film aurait été achevé et qu'une projection en aurait été organisée à Prague. Il n'en subsiste que des fragments, dont un a été découvert à Varsovie en 1994 à la Cinémathèque nationale de Pologne et un autre, conservé aux archives nationales du film à Prague.

### Visite de la délégation internationale en 1944
L'organisation de la visite de la délégation internationale de la Croix-Rouge est étroitement liée au projet du film, Andrew Woolford les considérant comme les deux parties d'une même « performance ».

#### Contexte et préparation

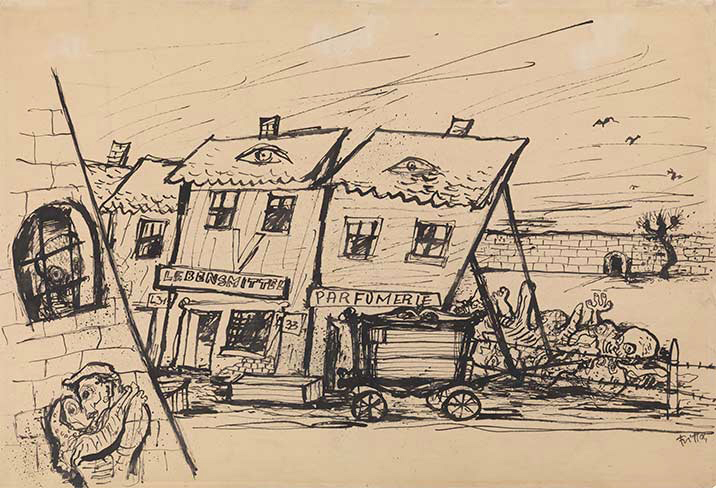
Coulisses, dessin à la plume de Bedřich Fritta (vers 1943-1944). Trois façades de magasin, construites pour la délégation internationale, cachent des cercueils qui attendent un corbillard. Deux yeux sortant du toit attestent de l'intention de l'artiste de témoigner.

En octobre 1943, 450 juifs danois sont envoyés à Theresienstadt. Le gouvernement danois demande immédiatement puis redemande avec insistance le droit de leur rendre visite. Adolf Eichmann accepte d'organiser la visite d'une délégation internationale, mais pas avant le printemps 1944. Entretemps, pour préparer cette visite, les SS mettent en œuvre un programme de rénovation et d'embellissement du camp de plusieurs mois : ils ordonnent aux prisonniers juifs de repeindre les façades des maisons, de planter des fleurs, de construire un terrain de jeu pour enfants, un pavillon de musique, de remplir les vitrines des magasins, de rénover le café et la banque du ghetto, de transformer un gymnase en espace communautaire avec une scène, une salle de prière, une bibliothèque et des vérandas. Pour que le ghetto ait l'air moins peuplé, 7 500 personnes sont envoyées à Auschwitz,.

#### Déroulement
La visite de la délégation internationale intervient le 23 juin 1944. Elle est composée de deux Danois, Frants Hvaas, chef de la section politique du ministère des affaires étrangères danois, et du docteur Juel-Henningsen, un fonctionnaire du ministère danois de la santé, ainsi que d'un Suisse, Maurice Rossel, directeur adjoint du bureau de Berlin de la Croix-Rouge. Ils sont accompagnés de six représentants de la SS, d'un représentant du ministère des affaires étrangères allemand, d'un représentant de la Croix-Rouge allemande et de Karl Rahm, le responsable du camp. Les délégués se rendent d'abord dans le bureau de Paul Eppstein, le président du conseil des anciens du ghetto, qui leur déclare, souriant, qu'ils vont voir « une ville allemande normale de province », ; ils ignorent que les réponses d'Eppstein ont été soigneusement préparées, que les SS l'ont menacé de lourdes représailles collectives en cas de mauvais résultat de la visite, qu'il a été lui-même l'objet de menaces physiques le mois précédent et que son chauffeur est un des SS les plus cruels du camp. Ils se rendent ensuite à la banque, ignorant que le directeur qui les accueille vient de passer trois mois en prison pour avoir fumé. Ils visitent une aile de l'hôpital, sans deviner que les véritables malades ont été remplacés par des figurants en bonne santé. Ils visitent la poste, sans savoir que les SS ont arrêté la distribution de paquets depuis plusieurs jours, pour ne la reprendre qu'à l'occasion de cette visite. Ils voient des jeunes femmes hâlées se rendre en chantant au travail, des boulangers manipuler du pain blanc en gants blancs, des joueurs d'échecs assis sur des bancs et absorbés dans leur partie, sans imaginer qu'ils jouent tous la comédie et que les prétendus joueurs d'échecs ignorent tout de ce jeu. Ils assistent à une répétition du Requiem de Verdi dirigée par Rafael Schächter et à une autre de Brundibár, sans comprendre que les interprètes attendaient le signal de leur arrivée. Ils passent devant une école fermée pour « vacances d'été » qui n'a jamais rouvert depuis le départ des Tchèques. Ils voient des enfants jouer et demander à « oncle Rahm » quand il viendrait jouer avec eux, sans supposer que les poupées seraient reprises aux petites filles une heure plus tard et qu'« oncle Rahm » avait envoyé à Auschwitz 1 500 enfants dans les neuf mois précédents. À défaut de pouvoir visionner un film, les délégués reçoivent un exemplaire de Bilder aus Theresiensatdt (Images de Theresienstadt), un livre tiré à dix exemplaires et illustré de dix huit lithographies aquarellées de Jo Spier, offrant une représentation idyllique du ghetto, dont la moitié représentent « des lieux fictifs ou des activités ou équipements qui n'existaient pas avant les opérations d'embellissement du printemps 1944 ».

#### Rapports

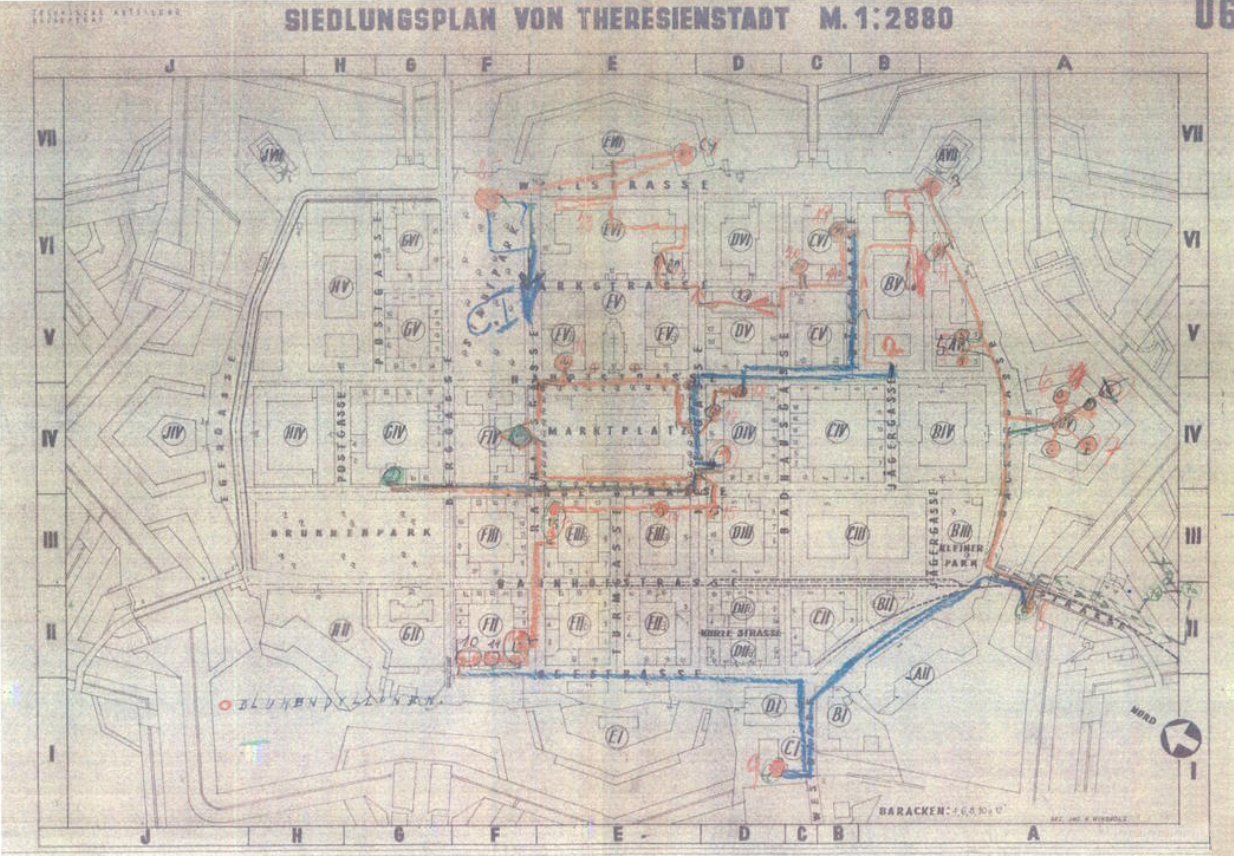
Carte de Theresienstadt avec indication du parcours de la délégation internationale.

À la suite de cette visite, les délégués danois font un rapport positif : le docteur Henningsen exprime son « complet étonnement devant les accomplissements des Juifs », grâce auxquels « la situation s'est améliorée, surtout l'année dernière » et ne doute pas que « l’administration juive fait face au danger sanitaire aussi efficacement que possible, vu les circonstances ». Hvaas, qui dira avoir remarqué que ses conversations à Theresienstadt étaient « discrètement observées », note qu'une « éventuelle poursuite de l'attitude positive de l'administration juive dépendra de sa perception de son séjour à Theresienstadt comme permanent ou non ». De son côté, Rossel rédige un rapport de quinze pages où il considère « cette ville juive » comme « vraiment surprenante », ; Paul Eppstein comme un « « stalinien » de haute valeur », détenant un « pouvoir très étendu » sur une « société communiste » ; la nourriture disponible dans le ghetto comme « suffisante »,, « certaines choses [disponibles dans le ghetto étant] presque impossible à trouver à Prague » ce que Rossel attribue aux « risques qu'il y a à mécontenter les services SS » ; les baraques comme « spacieuses et bien éclairées » et les maisons particulières comme « confortables quoique étroit[e]s », l'ensemble disposant de « suffisamment de rideaux, tapis, papiers peints pour que les logements soient agréables »,. Il évoque des femmes élégantes, « ayant toutes des bas de soie, des chapeaux, des foulards, des sacs à main modernes », et des jeunes gens « bien mis » parmi lesquels « on rencontre même le type du « zazou » »,, note que « l'important n'est pas d'obtenir de chaque individu un rendement maximum » mais que « chacun [ait] le sentiment d'être utile »,, estime, sur le plan sanitaire et sans ironie, qu'il y a « peu de populations qui soient aussi surveillées que celle de Theresienstadt » et rapporte avoir « dit aux officiers de la police SS, chargés de l'accompagnement, que le plus étonnant est la difficulté que nous avons rencontrée pour être autorisés à visiter Theresienstadt »,. Bien que les délégués danois aient noté l'absence d'un quart des Juifs danois, Rossel estime que « Theresienstadt est un « Endlager », normalement personne une fois entrée au Ghetto n'est envoyée ailleurs »,,. À la suite de ce rapport, la Croix-Rouge décide de ne pas demander à visiter le « camp des familles » de Birkenau,.
Rossel joint à son rapport des photos prises ce jour-là à Theresienstadt, malgré, dit-il, « le mécontentement des SS », non pas « des cantines, des installations sanitaires, de l’hôpital ou encore de détenus au travail », ce qui aurait correspondu à « de nombreuses rubriques du rapport », mais des mêmes « productions récréatives, sociales ou sportives » que représentera, quelques mois plus tard, le film dirigé par Kurt Gerron, tels la présentation des pompiers du ghetto, le concert d’un orchestre sur la place centrale de Theresienstadt, la répétition du Requiem de Verdi ou un match de football, cette « mise en scène offr[a]nt un regard idéalisé et trompeur de la vie quotidienne du ghetto [...] qui exclut toute référence à l’univers concentrationnaire ».
Lors de son entretien avec Claude Lanzmann en 1979, Rossel fait état de son « étonnement [rétrospectif] que l'on puisse faire jouer une pièce de théâtre qui comporte plusieurs centaines de personnes et que ça marche »,.

## Production

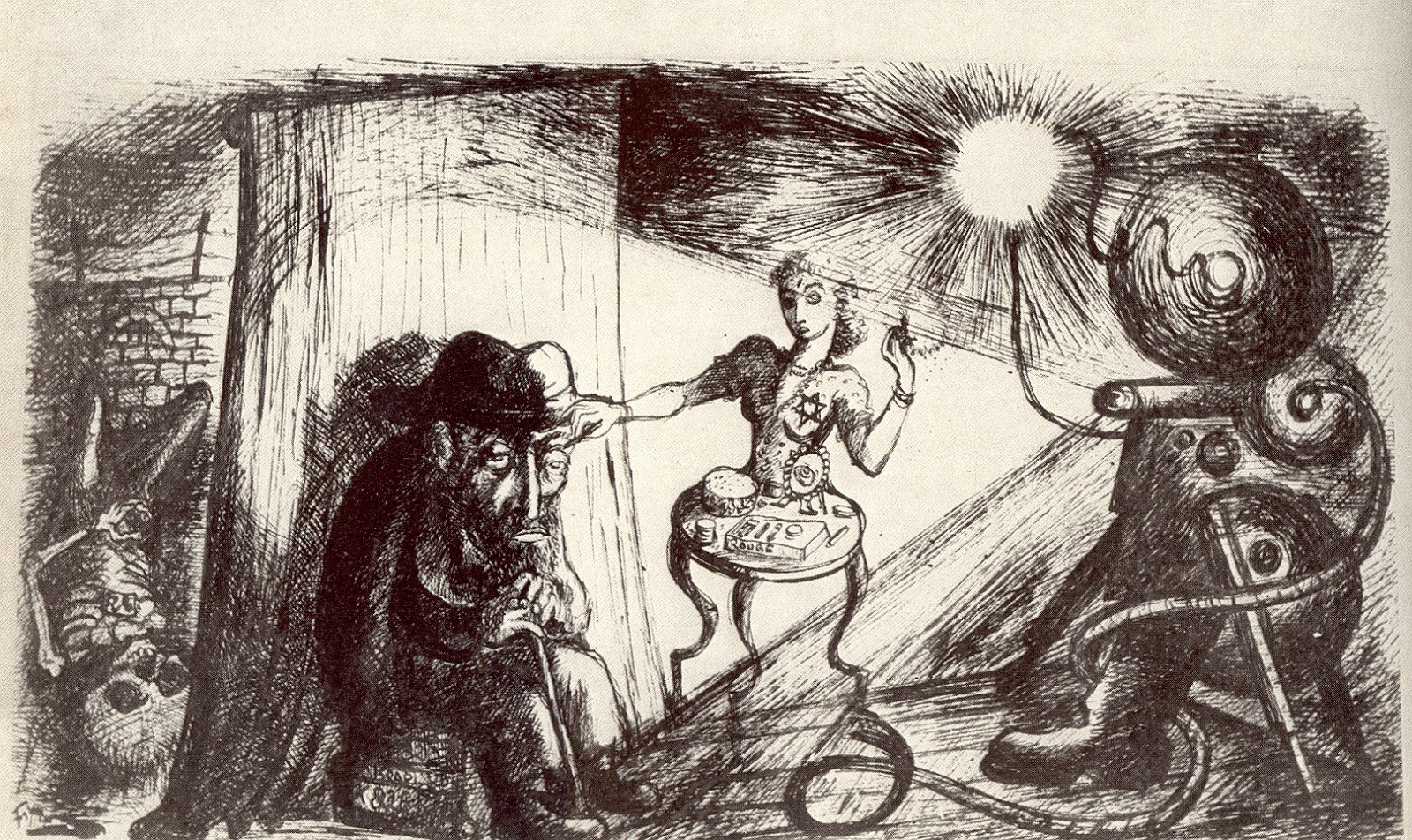
Film et réalité, dessin à la plume de Bedřich Fritta (vers 1942-1944). Une ancienne actrice portant une étoile de David maquille un prisonnier mélancolique assis devant la caméra.

### Genèse
Contrairement à l'opinion de certains auteurs qui voient dans le second film une conséquence du succès de la visite de la délégation internationale, la décision de tourner un film de propagande est prise en même temps que celle d'embellir le camp pour la visite de la délégation internationale, vers décembre 1943, par Hans Günther, SS-Sturmbannführer de l'Office central pour l'émigration juive à Prague (Zentralstelle für jüdische Auswanderung in Prag). Selon Karel Margry, il y a de fortes indications que, lorsque les SS mirent en route le projet du film, fin 1943, ils espéraient qu'il serait terminé avant la venue de la délégation internationale et pourrait lui être projeté, de manière à renforcer l'impression positive créée par la visite. En décembre 1943, la firme tchèque d'actualités filmées Aktualita est chargée du projet et simplement instruite de s'appliquer à donner une image positive du ghetto. L'équipe qui se rend à Theresienstadt comprend notamment Karel Pečený, le directeur d'Aktualita, les cadreurs Čeněk Zahradníček et Ivan Frič, ainsi que les preneurs de son Jaroslav Čechura et Josef Franěk qui reviendront quelques mois plus tard. En janvier 1944, l'équipe d'Aktualita filme à Theresienstadt l'arrivée d'un convoi de Juifs hollandais et un discours de bienvenue de Paul Eppstein, puis la décision est prise d'attendre la fin de l'embellissement du camp et le tournage est interrompu. Selon Frič les bandes résultant de ce tournage auraient été détruites.

### Titre et sens du film

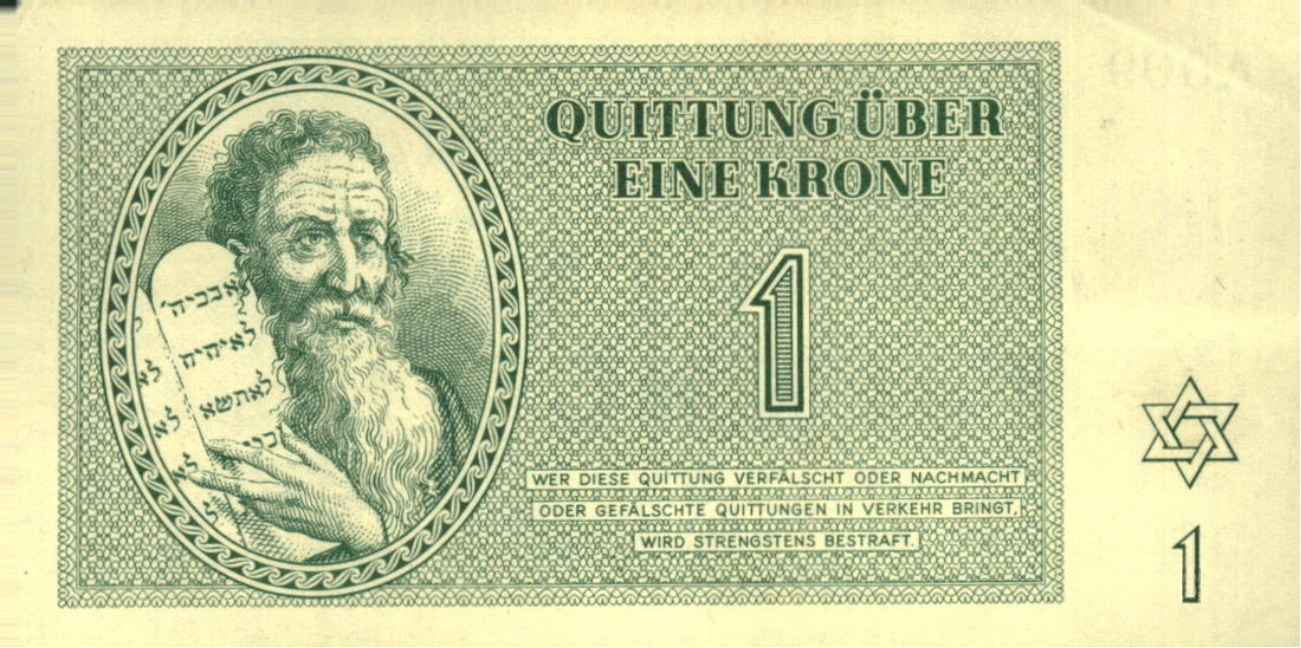
Billet de la « banque » auto-administrée du ghetto.

Le sous-titre du film, Ein Dokumentarfilm aus dem jüdischen Siedlungsgebiet (Un documentaire sur la zone de peuplement juif) comporte un triple mensonge.
- L'expression « zone de peuplement juif » (Jüdisches Siedlungsgebiet)[n. 9] vise à entretenir la fiction que le camp de concentration de Theresienstadt est un « ghetto autonome » sous « gouvernement juif », alors qu'en réalité les Juifs doivent organiser eux-mêmes les conditions de détention qui leur sont imposées, les décisions vitales étant prises par les SS et non par le Conseil des anciens[10],[n. 10]. Par ailleurs, comme le note Wolff Murmelstein, le fils de Benjamin Murmelstein, elle constitue une évocation cynique du projet sioniste, du même type que la « solution territoriale à la question juive » envisagée par les nazis dès 1939 à Nisko en Pologne[76].
- De fait, Theresienstadt n'est pas qu'une « zone de peuplement » (Siedlungsgebiet), mais aussi un « camp de rassemblement » (Sammellager), une étape vers Auschwitz, ce que les SS s'efforcent de démentir à la délégation internationale puis au public du film[74].
- Le terme de « documentaire » (Dokumentarfilm) vise à faire croire qu'« il ne s'agit pas d'un film de fiction, de propagande mise en scène, mais d'un document authentique et fiable montrant Theresienstadt telle qu'elle est »[77], alors que le film, bien qu'il emploie certaines des conventions propres au documentaire comme le commentaire en voix off[78], est « préparé et organisé comme une fiction à grand spectacle, avec des décors, des costumes et des accessoires, un casting d'acteurs et de figurants, des répétitions, des instructions de jeu »[1].

Le film est également connu sous le titre Der Führer schenkt den Juden einen Stadt (Le Führer offre une ville aux Juifs),,. Toutefois, ce dernier n'apparaît dans aucun document de l'époque, mais seulement dans des récits de survivants après la guerre ; en outre, selon Karel Margry, il eût été à l'époque idéologiquement incorrect de prêter à Hitler l'intention de donner quoi que ce soit aux Juifs.

### Scénario

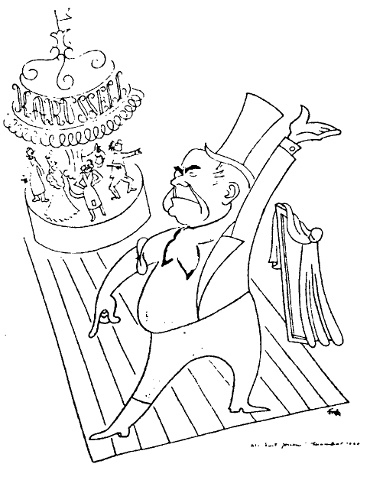
Kurt Gerron et son Karussell, le cabaret qu'il crée à Theresienstadt. Caricature de Bedřich Fritta.

Un premier synopsis et deux projets de scénario sont écrits sur ordre des SS est écrit par un interné tchèque, Jindrich Weil. En échange d'une promesse de vie sauve, l'acteur et metteur en scène juif Kurt Gerron participe à la réalisation du film. Gerron écrit un scénario, fait un plan de tournage, recrute des acteurs et fait un plan de montage, assisté par le dessinateur hollandais Jo Spier et le scénographe tchèque František Zelenka. Il travaille sous la direction des SS, y compris Rahm et Günther, qui lui donnent des instructions précises,. Comme le note Sylvie Lindeperg, le scénario de Gerron « prolonge l'illusion de la visite » dont il emprunte les décors (le foyer, le pavillon des enfants, le kiosque à musique, les magasins, etc.) et les situations (notamment les scènes enfantines).

### Rôle de Kurt Gerron
L'appréciation de la contribution de Gerron au film fait l'objet d'un débat entre spécialistes. Karel Margry tend à la minimiser, affirmant que « ce qui a été réellement dirigé par Gerron doit être réévalué ». En revanche, Lutz Niethammer considère que « plusieurs séquences du film Theresienstadt semblent être des citations qui s'opposent au film Le Juif éternel », un film de propagande nazie réalisé par Fritz Hippler en 1940 dans lequel Gerron était donné en exemple de l'influence prétendument délétère des Juifs sur la république de Weimar. Dans le même sens, Sylvie Lindeperg souligne que « l'équipe réalisatrice de Theresienstadt procède à un casting inverse de celui des opérateurs de Hippler. La force et la beauté des corps athlétiques voués au travail et au sport sont aux antipodes des êtres malingres filmés en Pologne ». Selon Niethammer, Gerron cherche dans le film de Theresienstadt à faire passer un message positif sur la culture juive, par opposition à la présentation de celle-ci comme « dégénérée » par les nazis. Il prend notamment l'exemple de la séquence de la conférence en présence de Prominenenten (séquence 33 dans le découpage évoqué ci-dessus). « Le public est un hommage aux universitaires de la vieille Europe ; la caméra filme des visages de savants respectables, dans des poses de concentration expressive, déplaçant ainsi l'attention du sujet apparent [...] Leurs visages perturbent l'intention hypocrite de montrer qu'ils sont toujours vivants ».

### Tournage

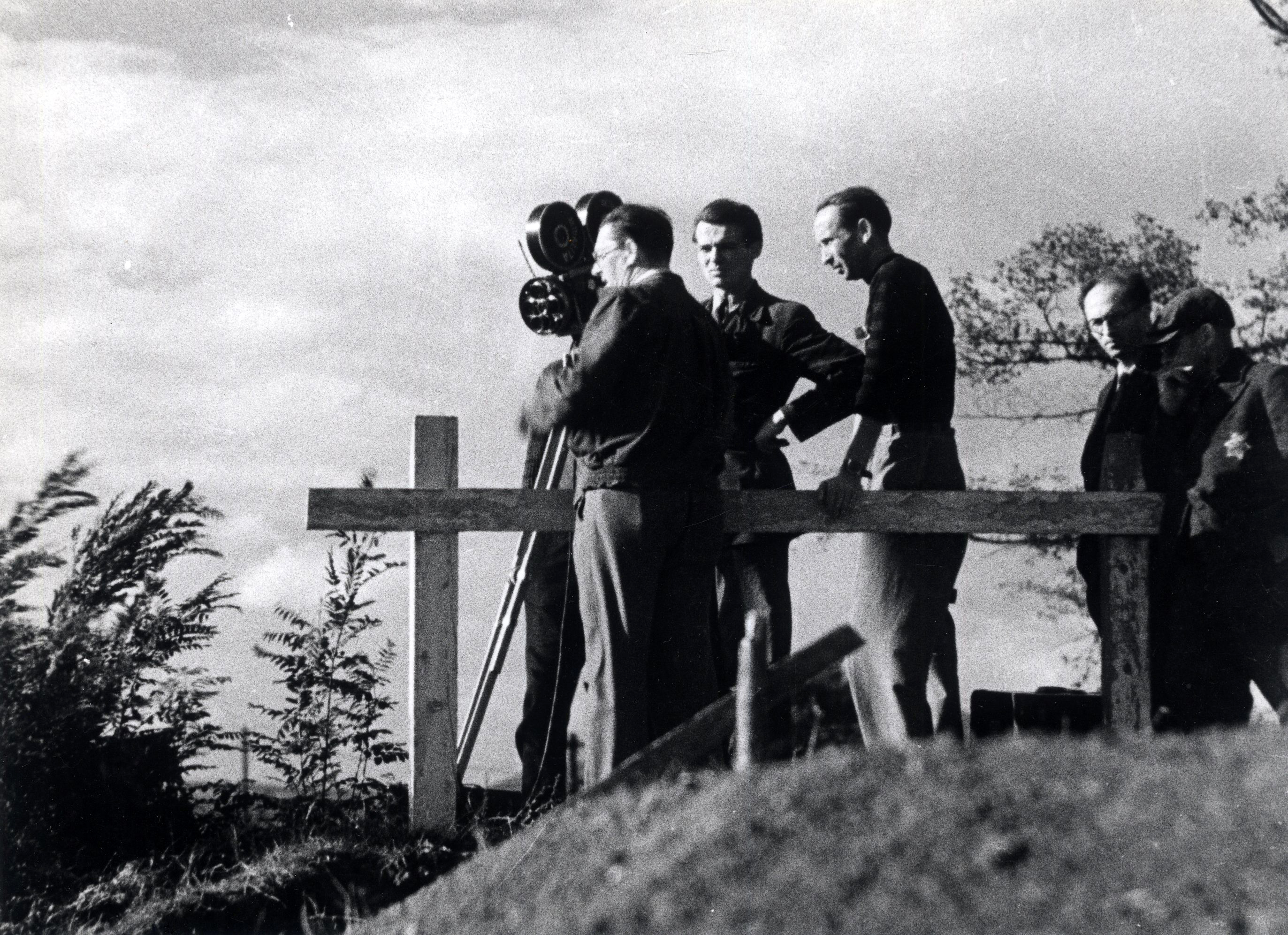
Tournage d'une partie du second film par une équipe tchèque assistée de détenus, 1944.

Le tournage dure onze jours, en août et septembre 1944. Sylvie Lindeperg en souligne la rapidité et l'efficacité : « les journées de tournage avoisinaient les douze heures ; elles se prolongeaient le soir par les entretiens de Gerron avec les comédiens, les techniciens et par l'écriture de courriers, de notes et d'instructions ». Deux équipes se répartissent le tournage : d'un côté, Gerron, assisté du cameraman Čeněk Zahradníček, se réserve les scènes d'intérieur ; de l'autre, Ivan Frič, accompagné de František Zelenka filme les extérieurs ; les deux caméras étant utilisées conjointement dans certaines scènes. Gerron exhorte les figurants, même ceux qui jouent les malades à l'hôpital, à exprimer la joie et l'enthousiasme devant la caméra, cajôlant les enfants pour qu'ils rient pendant la prise. Une attention particulière est portée au choix des figurants, qui doivent avoir un aspect conforme aux théories raciales des nazis, les blonds étant par conséquent « automatiquement exclus »,. Vers la fin du tournage, Karel Pečeny, le directeur de la société d'Aktualita, qui est venu y participer, en prend la direction, Gerron ne faisant que l'assister. Pečeny et ses quatre techniciens tchèques ont tous signés un engagement de confidentialité avec les autorités allemandes. Gerron est déporté à Auschwitz le 28 octobre et tué avant que le film ne soit terminé. Le montage est effectué par Ivan Frič, un employé tchèque d'Aktualita, qui collabore régulièrement aux actualités filmées allemandes. La bande son — ce film est le seul film sonorisé qui ait été tourné dans un camp —, qui utilise des enregistrements faits sous la direction de Gerron en août et septembre 1944 de l'orchestre dirigé par Karel Ančerl, de l'opéra pour enfants Brundibár et de la formation de jazz des Ghetto Swingers, est achevée en mars 1945, après qu'Aktualita eut réalisé des enregistrements additionnels à partir des choix de Peter Deutsch qui, sur instructions expresses des SS, ne recourt qu'à des œuvres de compositeurs juifs.

### Exploitation
Le film a été conçu pour être distribué à l'étranger, à des organisations comme la Croix-Rouge internationale et le Vatican, ou dans des pays neutres, comme la Suède ou la Suisse. Cependant, l'avancée des Alliés (fin 1944 au début 1945) a rendu ce projet impossible. Après que le film a été achevé fin mars 1945, la première projection a lieu au début du mois d'avril, au palais Černín de Prague, en présence du ministre d'état Karl Hermann Frank, de Günther et de Rahm. D'autres projections ont lieu en avril 1945 à Theresienstadt. Le 6 avril, le film est montré à deux délégués de la Croix-Rouge, Otto Lehner et Paul Dunant, venus négocier le transfert de l'administration du camp à la Croix-Rouge, en présence d'Eichmann,, puis le 16 avril à Benoît Musy, le fils du conseiller fédéral suisse Jean-Marie Musy qui négocie avec Himmler le transfert des déportés en Suisse. Le même jour encore, à Rudolf Kastner, du comité d'aide et de secours hongrois, en présence de Murmelstein. Ces projections n'ont aucune influence sur les spectateurs informés de la réalité des camps que sont Dunant, Musy et Kastner.

## Analyses
Certains fragments du film trahissent l'ampleur du projet de propagande, en particulier la séquence de l'hôpital (séquence 15) « qui montrent des malades étonnamment souriantes, exprimant leur bien être devant l'objectif » ou la séquence montrant un repas commun de trois générations d'une même famille (séquence 37), alors que les familles étaient systématiquement séparées dans les camps, la scène prétendument documentaire ayant été tournée dans l'appartement d'un Prominent, avec les membres de deux familles connues respectivement à Berlin et Amsterdam, ce choix de figurants aussi notoires que disparates « sign[ant] pour la postérité la supercherie du tournage »,.
Selon Lutz Becker, le film a eu, depuis la découverte de ses fragments, une grande influence sur la compréhension de la propagande nazie par le film : « la mise en scène artificielle d'une situation faussement idyllique est mise au jour comme un vaste mensonge : c'est une inversion de la réalité ». Selon Sylvie Lindeperg, en revanche, « Theresienstadt est souvent appréhendé sous le seul angle de la dissimulation et du mensonge. Une telle approche tend à négliger les traces du réel qui lézardent le masque de la propagande, éclairent les conditions de tournage et transmettent à distance le message des persécutés ». Lindeperg considère plutôt qu'une particularité du film tient à ce que la propagande y « relève moins de la pure falsification que de la synecdoque et de l'anamorphose : la mystification consiste à faire prendre le particulier pour le général, la partie pour le tout, à grossir les détails et à fausser les proportions, à transformer plus généralement tout le réel en spectacle ». « Outre la faim, la surpopulation, la surmortalité », ajoute-t-elle, « le principal angle aveugle de Theresienstadt consiste à éluder l'élément central de la vie des internés, tout entière placée sous le signe des déportations vers l'Est ».
Plusieurs analyses du film s'attachent à déceler les traces de résistance des internés au projet de propagande du film. Niethammer voit ainsi un exemple de ce qu'il appelle la « résistance des visages » dans une séquence de football (séquence 30) qui montre un public « avant tout sobre, voire non habitué », dont l'expression contredit la bande-son qui exprime un « enthousiasme frénétique »,. Sylvie Lindeperg relève des « indices [qui] semblent révéler le rejet du tournage et la gêne d’y être associé. Une vieille dame se protège le visage de la main pour échapper à l’œil de la caméra. À la sortie de l’atelier, au milieu de figurantes souriantes, une femme avance vers l’opérateur les traits figés, le regard baissé ; à hauteur de la caméra, sa bouche esquisse un imperceptible rictus. Ces regards et ces gestes désaccordés créent un écart, une résistance ; ils invitent à interroger la place de la caméra et le dispositif d’enregistrement ». Elle rapporte également l'analyse d'Ophir Lévy, qu'elle qualifie de « séduisante », selon laquelle la bande-son d'une scène du film inclurait un passage du Kol Nidre, une prière juive d'annulation, en guise d'« avertissement codé destiné, pour le futur, à un éventuel public juif : « que ces images ne soient pas regardées comme de vraies images, ni nos paroles comme disant la vérité » »,.

## Postérité

### Subsistance

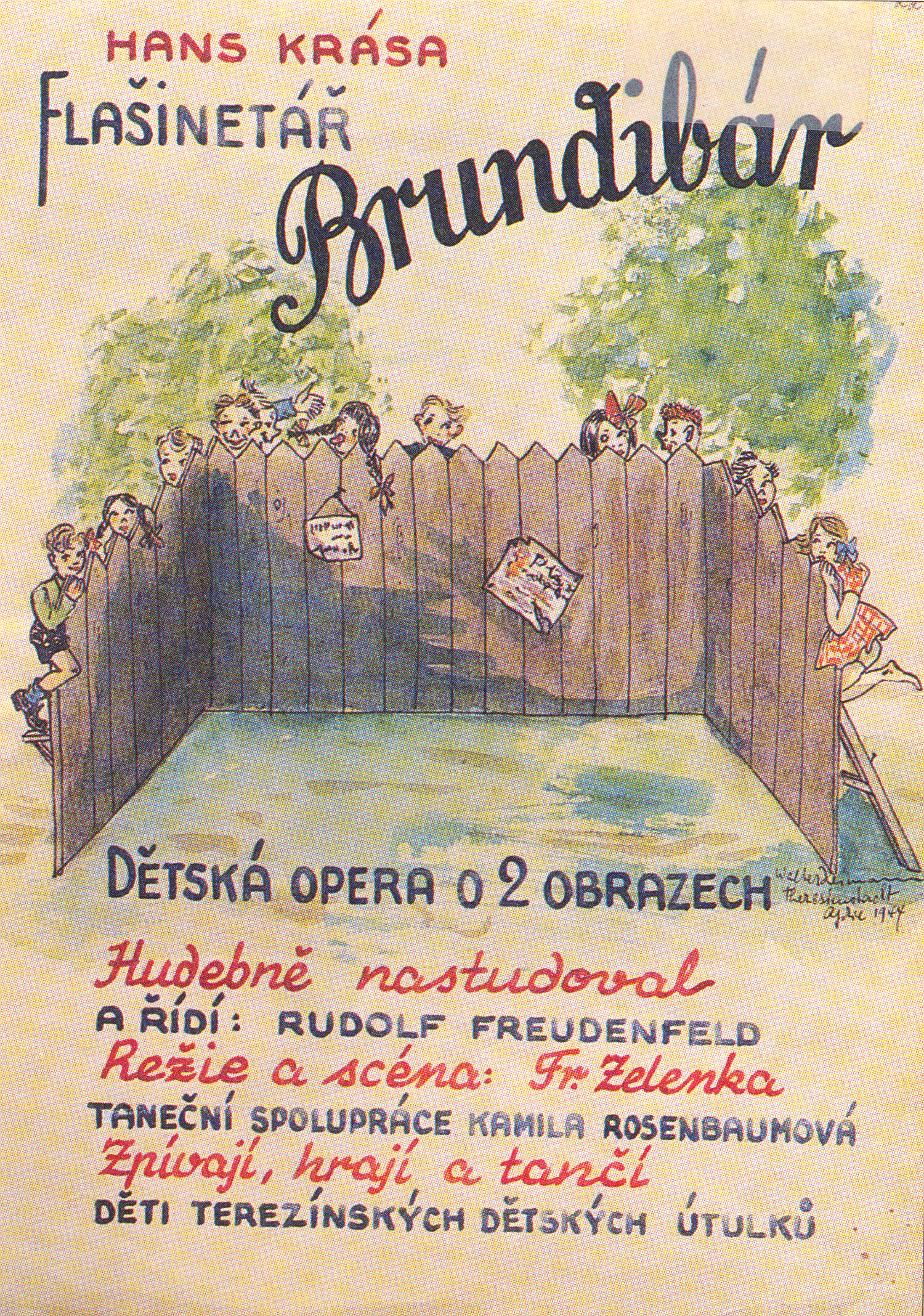
Affiche pour une représentation de Brundibár à Theresienstadt en 1944.

La ou les copies intégrales du film ont vraisemblablement été détruites avant l'arrivée de l'Armée rouge à Theresienstadt en mai 1945. Des quatre-vingt-dix minutes environ que durait le film, seules subsistent environ vingt minutes de séquences du film, retrouvées, en plusieurs fragments, dans diverses archives à partir de 1964. Ces fragments présentent notamment l'opéra pour enfants Brundibár, qui fut représenté 55 fois à Theresienstadt et dont la popularité a été également exploitée par les nazis pour la visite de la délégation internationale, ainsi que deux exécutions d’œuvres musicales tenues sur une place publique dans un kiosque en bois. La première montre la création, sous la direction de Karel Ančerl, d'une Étude pour orchestre à cordes de Pavel Haas composée à Theresienstadt en 1943, et la seconde présente le chef d'orchestre de jazz Martin Roman et ses Ghetto Swingers interprétant Bei Mir Bist Du Shein. Si les deux chefs ont survécu à Auschwitz, la plupart de leurs musiciens ainsi que les enfants jouant dans l'opéra sont morts. Rafael de España, historien du cinéma à l'université de Barcelone, souligne la qualité technique des fragments retrouvés, tant au niveau de la technique de tournage (utilisation de travellings, éclairage) que de la postsynchronisation.

### Influence

#### Dans la littérature
Austerlitz, un roman de W. G. Sebald, relate également ces faits. Le héros éponyme du roman, Jacques Austerlitz, à la recherche de ses parents, y scrute quelques séquences du film, cette recherche étant pour l'auteur l'occasion d'une étude des mécanismes de projection de son personnage. Afin de déjouer le projet de propagande et l'« irritation continuelle » qu'il suscite, il visionne les fragments au ralenti, grâce à quoi « sont devenues visibles des choses et des personnes qui jusque-là m'étaient restées cachées ». Ainsi, par exemple, « dans une brève séquence du début, où est montré le travail du fer chauffé au rouge et le ferrage d'un bœuf de trait dans la forge d'un maréchal-ferrant, la polka enjouée, composée par je ne sais quel compositeur autrichien d'opérettes [...] est devenue une marche funèbre s'étirant de manière quasi grotesque, et les autres accompagnements musicaux du film [...] évoluent eux aussi dans un monde que l'on pourrait qualifier de chtonien, en des profondeurs tourmentantes »,.
L'embellissement du camp, la visite de la délégation internationale et l'élaboration du film sont décrits en détail dans le roman Les Orages de la guerre (1978) d'Herman Wouk ainsi que dans la mini-série homonyme.
Charles Lewinsky traite dans le roman Retour indésirable de l'acceptation par Kurt Gerron de collaborer à ce film. Il prête à Gerron le choix délibéré de deux familles distinctes pour la scène du repas familial (voir ci-dessus) : « Les Kozower avaient été désignés depuis longtemps pour jouer avec leurs enfants la famille heureuse. Au dernier moment, j'ai proposé d'ajouter un grand-père et une grand-mère. Afin de rendre l'idyllique tableau encore plus idyllique. Mon plan a réussi. ils m'ont accordé le professeur Cohen et sa femme pour faire les grands-parents. Peut-être — je ne peux que l'espérer, mais de toute façon l'espoir c'est tout ce qui nous reste — peut-être le message parviendra-t-il [...] Peut-être quelqu'un verra-t-il cette scène et pensera : mais ils ne sont pas du tout de la même famille. Et il conclura peut-être : si cette scène est truquée, tout le film doit être de l'arnaque ».
Patrick Cauvin écrit en 1981 le roman « Nous allions vers les beaux jours » qui, à travers les personnages imaginaires de Paul Levin et Vic Shemin, retrace les conditions de tournage du film de propagande et dénonce le cynisme du régime à l'origine de cette oeuvre de désinformation.

#### Au cinéma
Le documentaire australien Paradise Camp (1986) de Paul Rea et Frank Heimans, consacré au camp de Theresienstadt, comporte plusieurs extraits du film,.
Ilona Ziok évoque Gerron au travers notamment de témoignages d'internés survivants dans le documentaire Kurt Gerrons Karussel,, ainsi que Malcolm Clarke et Stuart Sender dans le documentaire Prisoner of Paradise.

#### Au théâtre
Le narrateur du documentaire d'Ilona Ziok, l'auteur anglais Roy Kift (en), a tiré du sujet en 1999 une pièce de théâtre, La Comédie du camp.